# Gaspar Claus
Gaspar Claus (né le 21 août 1983) est un violoncelliste, compositeur et producteur français, reconnu pour sa démarche expérimentale mêlant musique contemporaine, improvisation, musique traditionnelle et collaborations pluridisciplinaires. Il est également le fondateur du label Les Disques du festival permanent.

## Biographie
Fils du guitariste de flamenco Pedro Soler, Gaspar Claus grandit dans un environnement artistique. Il commence le violoncelle à l’âge de cinq ans à Banyuls-sur-Mer, puis poursuit ses études musicales au Conservatoire National de Région de Perpignan (1990–2000) et auprès de Philippe Muller (1996–2000). Parallèlement, il obtient une licence de philosophie à l'université Paris IV – La Sorbonne en 2007.
Gaspar Claus développe très tôt une pratique transversale du violoncelle, multipliant les rencontres artistiques. Il collabore régulièrement avec son père Pedro Soler, notamment sur deux albums : Barlande (2014) et Al Viento (2016) (InFiné), ainsi que sur Serrana (2017) avec la cantaora Inés Bacán. Il travaille aussi avec la chanteuse Marion Cousin, ou encore avec des figures de l'expérimentation musicale comme Serge Teyssot-Gay (Noir Désir), Joëlle Léandre, Casper Clausen (Efterklang) ou Aidan Baker. Il forme également le trio à cordes Vacarme avec Christelle Lassort et Carla Pallone.
Il collabore également avec des artistes internationaux comme Bryce Dessner, Jim O'Rourke, Matt Elliott ou Sufjan Stevens, s'inscrivant dans une approche résolument ouverte et transfrontalière de la musique. Parmi ses compagnons de route, le cinéaste et collecteur de musiques Vincent Moon joue un rôle déterminant dans l'éveil de sa curiosité et de son attachement à la diversité des formes musicales à travers le monde[réf. souhaitée].
Son projet One Night Stand illustre son goût pour les échanges artistiques imprévus, réunissant à chaque édition des musiciens de diverses esthétiques dans une même ville pour des sessions à Paris et Berlin. Il participe aussi à de nombreuses créations scéniques : théâtre avec Mathilde Delahaye (Je vous écoute, TNS), performances avec Denis Lavant (Nijinski), projets chorégraphiques avec Mélanie Perrier (Quand j'ai vu mon ombre vaciller), lectures musicales, concerts hybrides, etc..
En 2016, il fonde Les Disques du festival permanent, un label discographique indépendant accueillant ses projets personnels et ceux de ses proches collaborateurs. En 2021, il sort son album Tancade aux labels InFiné et Les Disques du festival permanent,,,

## Activités connexes

### Concerts et festivals
Gaspar Claus se produit dans des salles de France comme la Philharmonie de Paris, l'Olympia, les Bouffes du Nord, Le Lieu unique, La Passerelle (Saint-Brieuc), le Palais de Tokyo, le TNS de Strasbourg, la Fondation Louis Vuitton, et la Maison de la Poésie. Il joue également à l'international comme Barbican (Londres), Le Poisson Rouge (New York), All Tomorrow's Parties (Royaume-Uni), Villa Medicis (Rome), Tokyo, Copenhague, et Berlin.
Durant sa carrière, il participe à de nombreux festivals comme Jazz à Porquerolles, Nuits de Fourvière, Festival Yeah!, Printemps de Bourges, Festival d'Avignon, People Festival (Berlin), et Mawazine (Maroc).

### Films et documentaires
En 2023, il apparaît aux côtés de son père Pedro Soler dans le film musical documentaire Entrañas, réalisé par Thomas Rabillon. Le film, tourné dans la région d'Albi, suit leur lien musical et familial au fil de concerts et rencontres. Il est actuellement disponible en ligne sur Arte Concerts.

## Discographie sélective

### Albums studio
- 2021 : Tancade (InFiné / Les Disques du festival permanent)
- 2024 : Le Fil (bande originale du film de Daniel Auteuil, sélection officielle (hors compétition) au Festival de Cannes)
- 2025 : Un monde violent (bande originale du film de Maxime Caperan)

### EP
- 2022 : 2359
- 2023 : Scaphandre

### Projets collaboratifs
- 2014 : Barlande
- 2016 : Al Viento (avec Pedro Soler)
- 2016 : Jo estava que m’abrasava (avec Marion Cousin)
- 2016 : Claus & Clausen (avec Casper Clausen)
- 2017 : Serrana (avec Inés Bacán et Pedro Soler)
- 2017 : Kintsugi / Yoshitsune (avec Serge Teyssot-Gay et Kakushin Nishihara)
- 2018 : Orchard (2018), avec Aidan Baker, Maxime Tisserand et Franck Laurino
- Vacarme (depuis 2017), avec Christelle Lassort et Carla Pallone[16].

### Musiques de films
- 2017 : Makala, d'Emmanuel Gras — Grand Prix de la Semaine de la critique, Festival de Cannes [17]
- 2019 : Vif Argent, de Stéphane Batut — Prix Louis-Delluc, Prix Jean Vigo, sélection ACID Cannes
- 2019 : Kongo, de Hadrien La Vapeur et Corto Vaclav — sélection ACID Cannes
- 2024 : Le Fil, de Daniel Auteuil — sélection officielle hors compétition, Festival de Cannes
- 2025 : Un monde violent, de Maxime Caperan — bande originale composée par Gaspar Claus

## Style et influences
Gaspar Claus explore sans hiérarchie les genres et traditions musicales : musique contemporaine, flamenco, chanson, noise, musique électronique ou improvisée. Il considère le violoncelle comme un instrument organique, sculptant des sons riches en textures. Il est influencé aussi bien par les musiques savantes que populaires, les traditions orales et les formes expérimentales.

## Distinctions
- 2017 : Grand Prix de la Semaine de la critique pour Makala
- 2019 : Prix Louis-Delluc et Prix Jean Vigo pour Vif Argent
- 2024 : Sélection officielle (hors compétition) pour Le Fil, Festival de Cannes